# Svarthakad sparv
Svarthakad sparv (Emberiza stewarti) är en centralasiatisk fågel i familjen fältsparvar inom ordningen tättingar.

## Utseende
Svarthakad sparv mäter cirka 17 centimeter, har roströd övergump och vita sidor på den rödbruna stjärten. Hane i häckningsdräkt har kontrastrikt huvud i ljusgrått med svart haka och ögonmask, rödbrun ovansida, roströd mantel och bröstsida, och vit undersida. Teckningen på huvudet hos den adulta hanen i vinterdräkt är diffusare, och manteln är mörkstreckad. Den adulta honan är gråaktig, utan distinkta drag och påminner om en tallsparvshona utan kontrasterande huvudteckning.

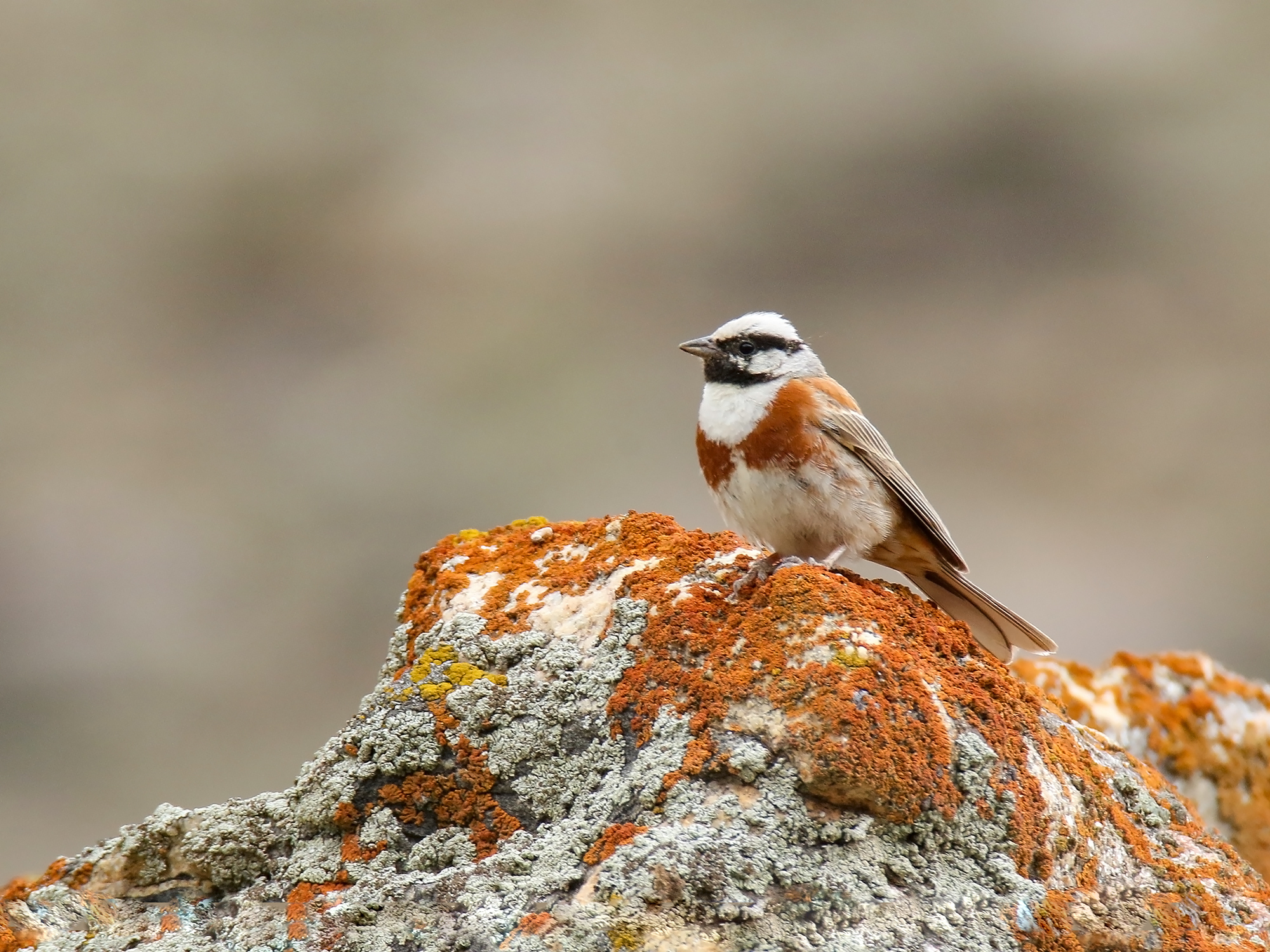
Adult hane i häckningsdräkt.

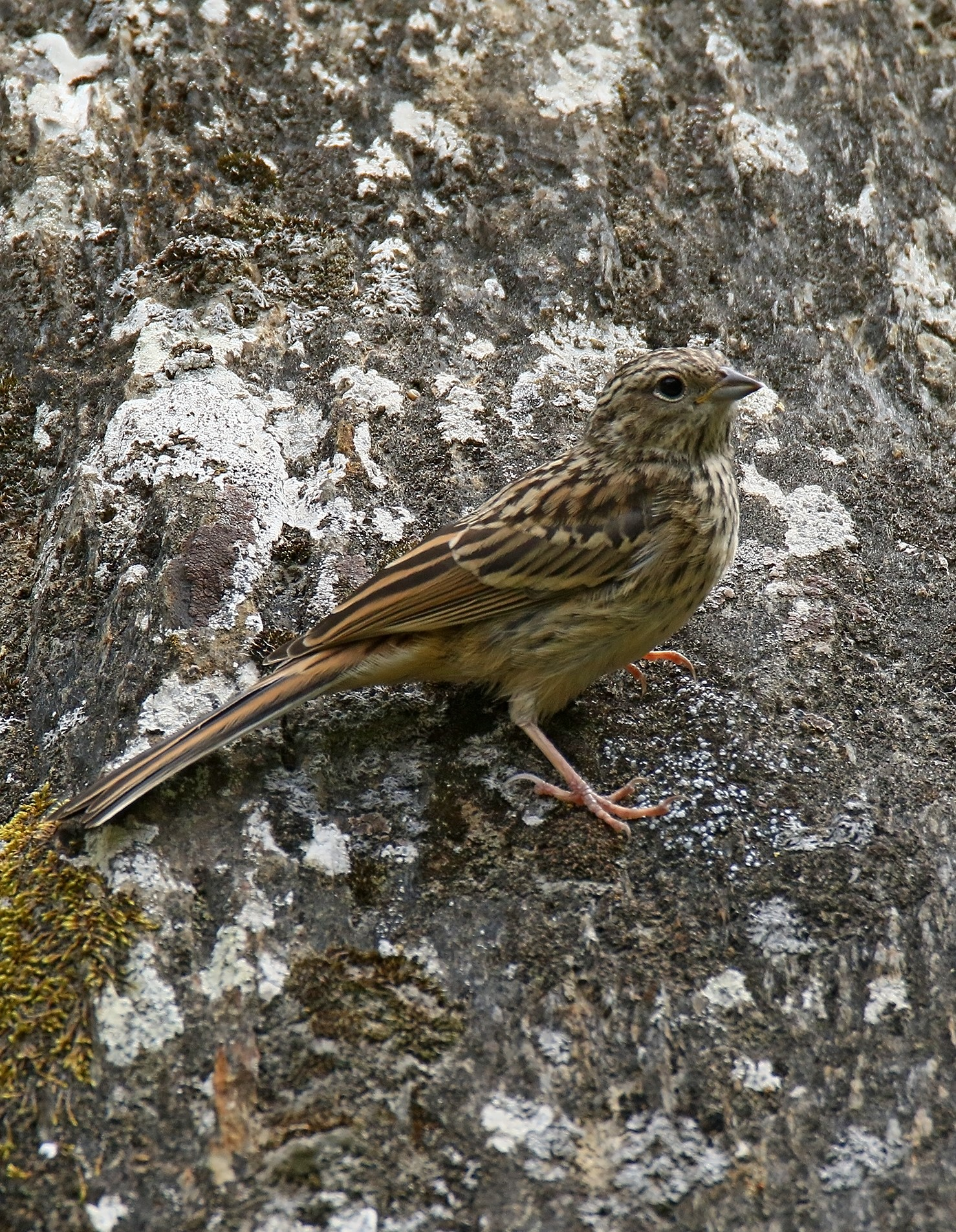

## Utbredning
Svarthakad sparv häckar från södra Turkmenistan till norra Afghanistan, norra Pakistan och nordvästra Indien. Vintertid förekommer den i södra Afghanistan och Pakistan, men de flesta flyttar längre söderut in i norra Indien, söderut till Gujarat, västra Uttar Pradesh och nordöstra Maharashtra. Tillfälligt har den påträffats i Förenade Arabemiraten och nyligen även i Kina.

## Systematik
Fågeln behandlas som monotypisk, det vill säga att den inte delas in i några underarter. Dess närmaste släktingar i släktet Emberiza är gulsparv (Emberiza citrinella), tallsparv (Emberiza leucocephalus) och häcksparv (Emberiza cirlus).

### Ekologi
Fågeln häckar på klippiga sluttningar med grästuvor och enstaka buskar, vid foten av berg och i bergsområden upp till 3000 meters höjd. Den lever huvudsakligen av gräsfrön, höst och vinter också bär.

## Status och hot
Arten har ett stort utbredningsområde och en stor population med stabil utveckling. Utifrån dessa kriterier kategoriserar IUCN arten som livskraftig (LC). Världspopulationen har inte uppskattats, men den beskrivs som lokalt vanlig till vanlig.

## Namn
Fågelns svenska och vetenskapliga artnamn hedrar Ludovick Charles Stewart (1819-1888), kirurg och general i British Army i Indien samt naturforskare.